# 1703 Barry
Barry (asteróide 1703) é um asteróide da cintura principal com um diâmetro de 9,41 quilómetros, a 1,8356058 UA. Possui uma excentricidade de 0,171225 e um período orbital de 1 203,96 dias (3,3 anos).
Barry tem uma velocidade orbital média de 20,01342151 km/s e uma inclinação de 4,5194º.
Esse asteróide foi descoberto em 2 de Setembro de 1930 por Max Wolf.